# T-10
T-10 (också känd som Objekt 730) var en sovjetisk tung stridsvagn som tillverkades under kalla kriget, med början 1952. Vid produktionsstart hade vagnen namnet "IS-10" efter den sovjetiske diktatorn Josef Stalin, liksom tidigare sovjetiska tunga stridsvagnar efter 1942 (till exempel IS-2 och IS-3). I och med Stalins död 1953 döptes den om till T-10. 